# オストロフ城

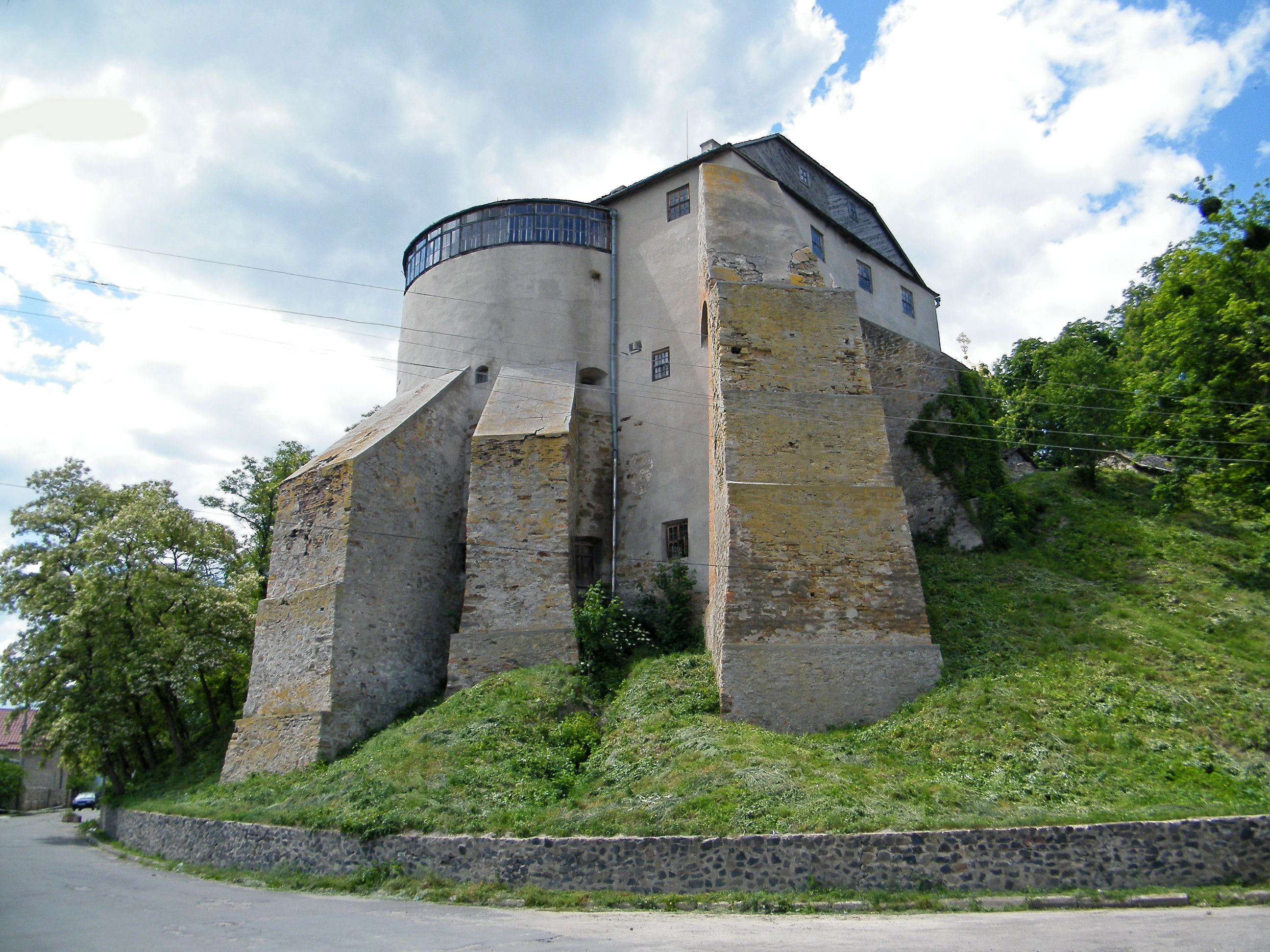
ウクライナ西部にあるオストロフ城

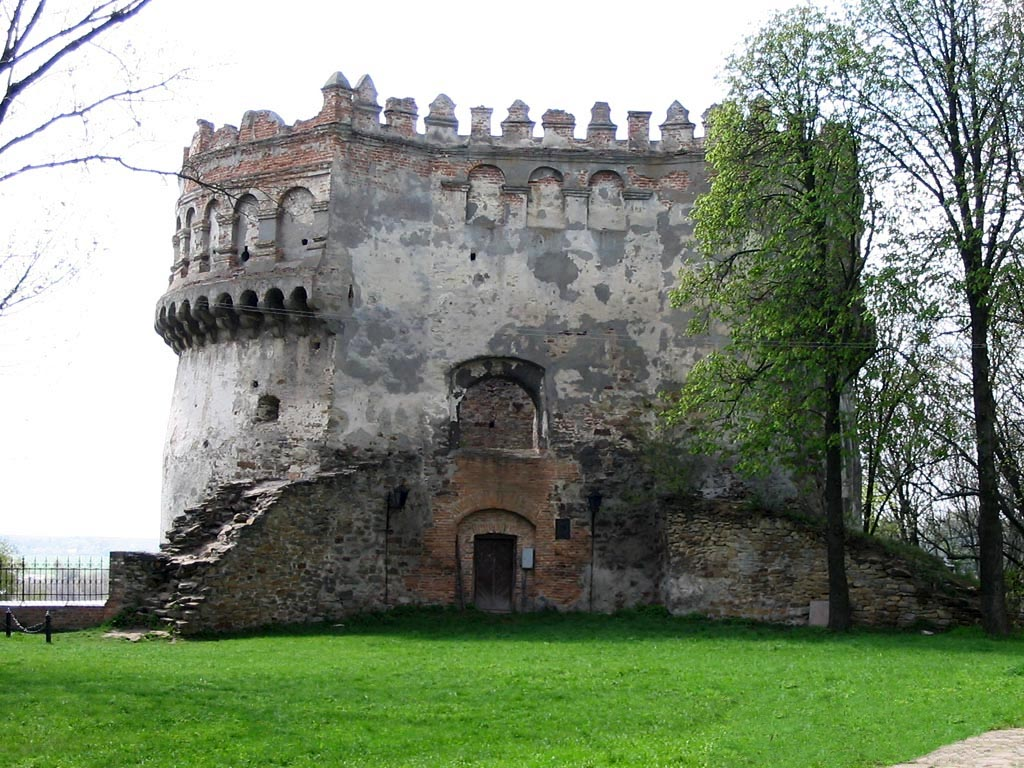
荒廃したままの新館

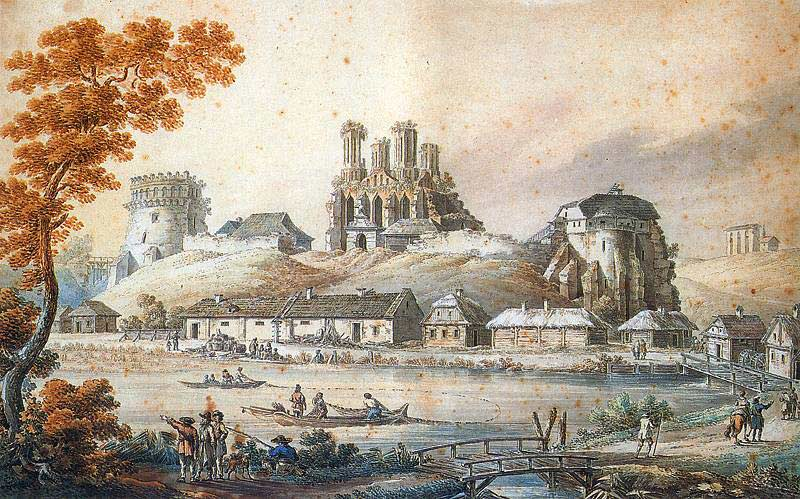
1796年におけるジムント・フォーゲルによる描写

オストロフ城（オストロフじょう、ウクライナ語: Острозький замок、 Ostroz'kyi zamok、ポーランド語: Zamek w Ostrogu）は、ウクライナのリウネ州オストロフにある城である。14世紀から16世紀にかけて、この城は大きな権力を持つオストログスキ家の重要な拠点となった。今日において、この場所は荒廃状態になっている。

## 位置
この城自体は比較的小高い楕円形の広場に位置している。このエリアの自然的な地形は複合施設を要塞化する点において役立った。要塞の南側と東側には高さが20mを誇る断崖がそびえ立ち、北側と西側では巨大な渓谷に代わる何列もの溝（堀）によって町が仕切られている。

## 歴史
最初の木製の防御設備はモンゴルのルーシ侵攻があった1241年以前にこの地に建てられた。この防御設備はモンゴルによって続けざまに破壊された。荒廃状態となった防御設備は、のちにオストログスキ家のダニーロ・オストログスキ公によって町のスドヴィ・ヒル（Sydovt Hill）（キャッスル・ヒル（Castle Hill）ともいう）に再建された。それ以降もより多くの追加建築や再建が実行されたとはいえ、複合施設はなおも中世建築の面影を残したままである。
主要となる4つの建築物は城の博物館がある衛兵塔（Vezha murovana）、ボホヤブレンスク教会（Bohoyavlenska Church）、新館（New Tower）、および鐘楼（Belltower：1905年建造）である。

## 遺産
城の右隣には小さな丘によって区切られた小さな公園がある。記念碑は現在のウクライナ領における最初の最高教育機関とされるオストロフ・アカデミー創立400年を記念して、1978年に設置された。同じ位置に建っていた建物には印刷業者のイワン・フョードロフの手により、"Azbuka"という文字とオストロク聖書の言葉が印字されていた。